# Chamaecrista caribaea
Chamaecrista caribaea là một loài thực vật có hoa trong họ Đậu. Loài này được (Northr.) Britton miêu tả khoa học đầu tiên.